# Krowia Góra Wielka
Krowia Góra Wielka (czes. Kraví hora) – wzniesienie graniczne o wysokości 806 m n.p.m. w Górach Złotych w Sudetach Wschodnich, leżące na granicznym grzbiecie, oddzielającym Polskę od Czech.

## Położenie
Wzniesienie, położone na granicy polsko-czeskiej w Sudetach Wschodnich, w północno-zachodniej części Gór Złotych, na terenie Śnieżnickiego Parku Krajobrazowego. Znajduje się między wzniesieniem Borówkowa, po południowo-wschodniej stronie i Przełęczą Różaniec po północno-zachodniej stronie, około 2,7 km, na północny wschód od miejscowości Orłowiec.

## Fizjografia
Graniczne wzniesienie wznosi się na północny zachód od Borówkowej, charakteryzuje się dość stromym północnym, wschodnim i zachodnim zboczem, regularną rzeźbą i ukształtowaniem o kopulastym kształcie z mało wyraźnym szczytem. Grzbietowe zbocze południowe łagodnie opada wzdłuż granicy w kierunku niewielkiego siodła i przechodzi w zbocze wyższego wzniesienia Borówkowa, zbocze północno-zachodnie dość stromo opada w kierunku Przełęczy Różaniec. Wzniesienie w całości zbudowane ze skał metamorficznych, głównie z gnejsów gierałtowskich oraz łupków krystalicznych. Na zboczach wzniesienia pośród drzew występują charakterystyczne pojedyncze niewielkie skałki. Wzniesienie porośnięte w większości naturalnym lasem mieszanym regla dolnego, a w partiach szczytowych świerkowym. Położenie wzniesienia, kształt oraz mało wyraźny szczyt czynią wzniesienie nierozpoznawalnym w terenie.

## Inne
- Na szczycie wzniesienia stoi znak graniczny nr III/9[4].
- Na północno-zachodnim zboczu wzniesienia między Przełęczą Różaniec a szczytem, w odległości ok. 640 m od szczytu wznosi się mało wyraźne, prawie niezauważalne wzniesienie Krowia Góra Mała (757 m n.p.m.)[3]. Na szczycie wzniesienia stoi znak graniczny nr III/8/22.

## Turystyka
Przez szczyt prowadzą szlaki turystyczne:
- zielony – prowadzący wzdłuż granicy państwowej od Przełęczy Różaniec do Niemojowa.
- czerwony – czeski szlak prowadzący na Borówkową.

Do szczytu można dojść od miejscowości Orłowiec ścieżką do byłego przejścia granicznego a następnie zielonym szlakiem wzdłuż granicy państwa wąskim pasem pozbawionym drzew.